# Puls (elektriciteit)
Een elektrische puls is een kortstondige elektrische spanning of stroom. De elektrische puls is de basis van de digitale techniek, waarbij een positieve puls meestal met een digitale "1" wordt weergegeven en de pauze, geen puls of een negatieve puls, met een digitale "0". Het omgekeerde gebeurt soms ook en men spreekt dan van negatieve logica. De eerste vorm van communicatie met elektrische pulsen werd in de telegrafie toegepast. Samuel Morse had in 1835 daartoe de morsecode bedacht, waarmee aan de elektrische pulsen, die met behulp van een seinsleutel werden opgewekt en via een draad en later via radiotelegrafie werden verstuurd, een betekenis kon worden gegeven.